# Vincenzo Bianchini
Vincenzo Bianchini (Viterbo (I), 1903 - Ginebra (CH), 2000) fue médico, pintor, escultor, escritor, poeta y filósofo.

## Biografía

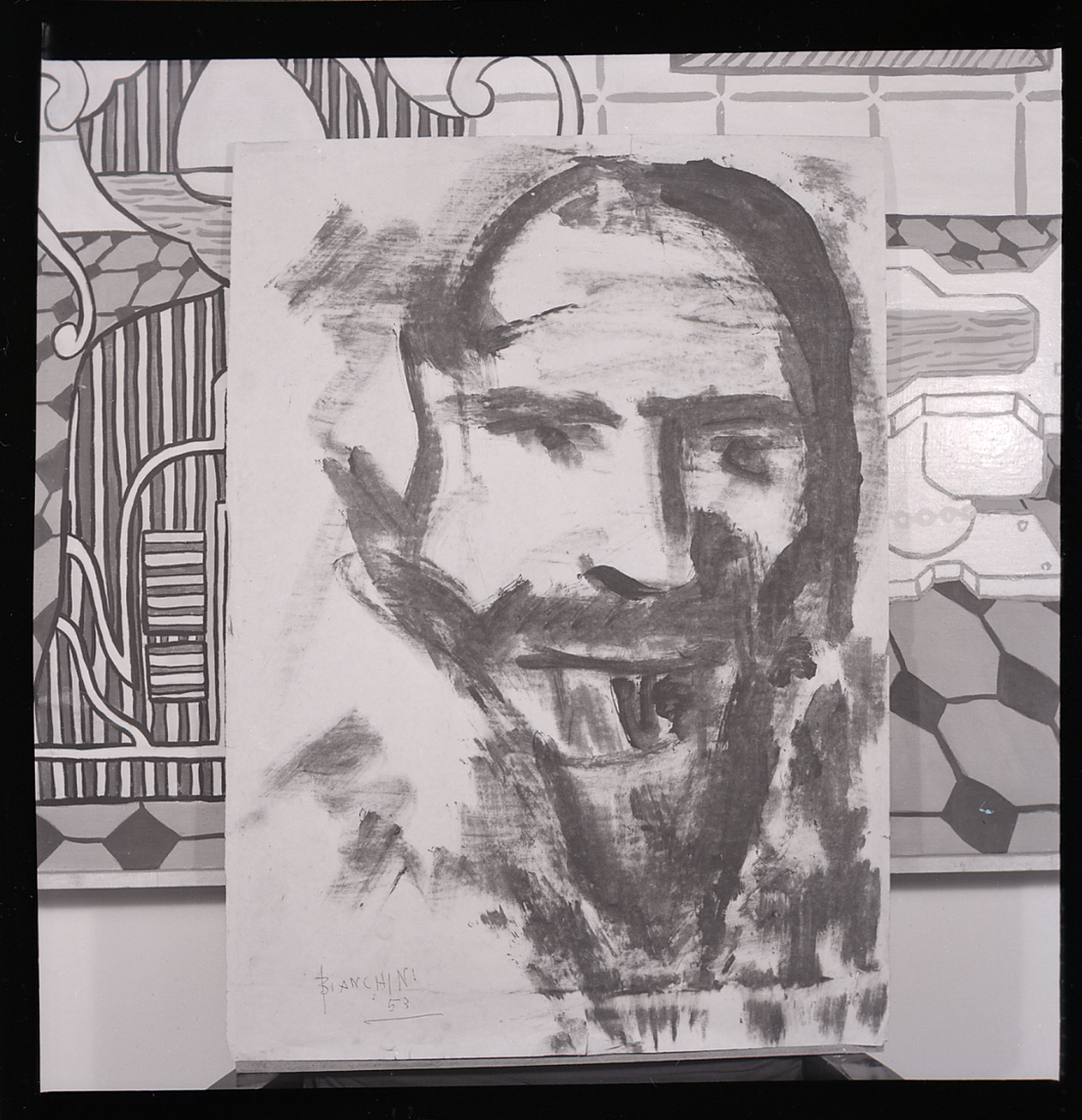
Iran, 1953. Foto por Paolo Monti (Fondo Paolo Monti, BEIC).

Después de terminar los estudios clásicos y de música en Viterbo (I) se inscribe a la facultad de ciencias políticas de Florencia, que dejó rápidamente para la Facultad de medicina en Roma.
Casado y graduado es reformado del ejército pero se ingresa a pesar de todo como voluntario por la guerra de Etiopía como médico; para vivir toda experiencia humana. De regreso es médico asignado por el municipio de Roma para Fiumicino y para el barrio de Caffarelletta, donde tiene el primer contacto con la desolación y la miseria de los barrios marginales, de ahí su participación a la guerra de resistencia antifascista (entre otros con su cuñado; el jefe y héroe de la resistencia antifascista Mariano Buratti). 
Después de la guerra fue a ejercer también en las minas de Ingurtosu, en Sardegna.
En 1951, se fue para Irán, a participar en el proyecto italiano de ayuda a la población persa y durante más de diez años se dedicó a la asistencia a los pueblos de las regiones más remotas de este país. Organizando entre otras cosas un pequeño hospital en el Kurdistán, en Sericiabad, donde vivió algunos años. 
Por mandato de la OMS va en misión en el Congo después de la guerra civil de 1961 yendo regularmente hasta 1965-66. también en Argelia hasta que regresa a Irán donde sigue su obra de médico y también de artista hasta la revolución de Khomeini, en 1978.

### El hombre
Hombre de espíritu del renacimiento, vanguardista en sus numerosas formas expresivas durante toda su vida y sobre todo durante su permanencia entre las poblaciones "olvidadas", donde trata de valorizarlas y dar a conocer las condiciones de humanidad y de sufrimiento por medio de la escritura, esculturas, cerámicas así como en sus narrativas y poesías. Algunas de estas obras se encuentran sobre edificios en Teherán (Irán) y en Argelia.

### El escritor
Como escritor y poeta publica numerosos libros: 
- "Medico di Battaglione" ("Medico de batallón"), (narrativa - 1939 - Premio del'Academia de Italia)
- "Acqua dei Diavolo" ("Agua del diablo") (narrativa - 1964)
- "Pietre di Arande" ("Piedras de Arande") (poesie - 1972)
- "Deserti al Brado" ("Desierto salvaje") (poesie - 1972)

Inéditos: 
- "Città deserta”, ("Ciudad desierta")
- "L'uomo e la sua casa" ("El hombre y su casa")
- "Onomatopeica dei sudore" ("Onomatopea del sudor")
- "Congo dell'apocalisse" ("Congo del apocalipse")ed il romanzo
- "Estasi" ("Extasis")

Además, ha colaborado con varios periódicos y revistas italianas y extranjeras. 

### El artista

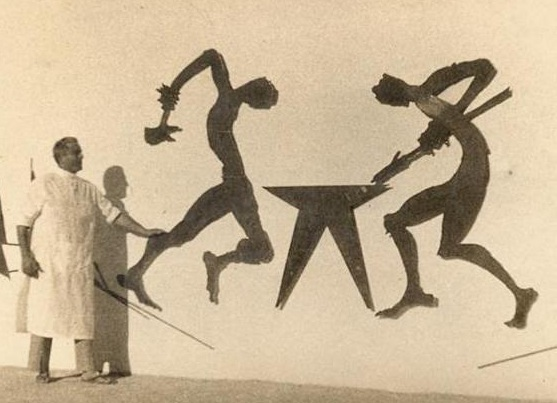
Vincenzo, Argelia, años 60.

Como pintor ha expuesto en exposiciones colectivas y personales.

#### Exposiciones colectivas
- Roma - Palacio de las Artes (1938)
- Roma - Palacio de las Exposiciones (1942)
- Teherán - Feria Internacional de 1965
- Teherán - Feria Internacional de 1970
- Parigi - Festival de "L' Humanité" (1971)

#### Exposiciones personales
- Teherán - Instituto Franco-Iraniano (1955)
- París - Galeria Quentin Bochard (1956)
- París - Galeria Duncan (1956)
- Roma - Galeria La Marguttiana (1958)
- Milan - Galeria Montenapoleone (1958)
- Viterbo - Palacio Santoro (1958)
- Teherán - Universidad - Facultad de Arquitectura (1958)
- Florencia - Galeria il Numero (1959)
- Teherán - Instituto Italiano de la Cultura (1960)
- Londres - Christ Church Hall (1961)
- Coquilathville (Congo) -Atheneum (1963)
- Bari - Círculo La Vela (1965)
- Shiraz - Universidad (1967)
- Abadan - Salon de L'Annexe (1969)
- Teherán - Universidad - Facultad de las Bellas Artes (1971)
- Algeri - Biblioteca Nacional (1971)
- Milan - Círculo De Amicis (1973)
- Milan - Centro de Arte Europea (1974)
- Los Ángeles - Ait Center Azari (1982)

Además de numerosas muestras en Brindisi, Taranto, Lecce y Grottamare.